# Isola Rossa - Costa Paradiso
Isola Rossa - Costa Paradiso este o arie protejată (arie specială de conservare — SAC, sit de importanță comunitară — SCI) din Italia întinsă pe o suprafață de 5.412 ha, din care 47 % marine.

## Localizare
Centrul sitului Isola Rossa - Costa Paradiso este situat la coordonatele 41°04′14″N 8°56′47″E / 41.070556°N 8.946389°E.

## Înființare
Situl Isola Rossa - Costa Paradiso a fost declarat sit de importanță comunitară în iunie 1995 pentru a proteja 1 specie de plante și 21 de specii de animale. Situl a fost protejat și ca arie specială de conservare în aprilie 2017.

## Biodiversitate
Situată în ecoregiunea mediteraneană, aria protejată conține 21 de habitate naturale: Păduri de Olea și Ceratonia, Recifuri, Dune împădurite cu Pinus pinea și/sau Pinus pinaster, Dune cu tufărișuri sclerofile Cisto-Lavenduletalia, Vegetație anuală la limita mareei, Păduri aluvionare cu Alnus glutinosa și Fraxinus excelsior (Alno-Padion, Alnion incanae, Salicion albae), Bancuri de nisip acoperite în permanență slab de apă marină, Matorral arborescenți cu Juniperus spp., Tufărișuri termo-mediteraneene și de pre-deșert, Dune mobile cu vegetație embrionară, Phrygana endemică cu Euphorbio-Verbascion, Straturi cu Posidonia (Posidonion oceanicae), Galerii și tufărișuri riverane sudice (Nerio-Tamaricetea și Securinegion tinctoriae), Faleze cu vegetație de Limonium spp. endemic de pe coastele mediteraneene, Formațiuni scunde de Euphorbia în apropierea falezelor, Dune cu vegetație ierboasă Brachypodietalia cu specii anuale, Păduri de Quercus ilex și Quercus rotundifolia, Dune de pe litoral fixate cu Crucianellion maritimae, Râuri mediteraneene cu debit intermitent, cu specii de Paspalo-Agrostidion, Golfuri mici largi și golfuri puțin adânci, Phrygana din Mediterana de Vest de pe vârfurile falezelor (Astragalo-Plantaginetum subulatae).
La baza desemnării sitului se află mai multe specii protejate:
- plante (1): Anchusa crispa
- păsări (15): pescăruș albastru (Alcedo atthis), Alectoris barbara, Calonectris diomedea, caprimulg (Caprimulgus europaeus), șoim călător (Falco peregrinus), cufundar polar (Gavia arctica), pescăriță râzătoare (Gelochelidon nilotica), sfrâncioc roșiatic (Lanius collurio), Larus audouinii, ciocârlie de pădure (Lullula arborea), Phalacrocorax aristotelis desmarestii, chiră de baltă (Sterna hirundo), chiră mică (Sternula albifrons), Sylvia sarda, silvie de tufiș (Sylvia undata)
- nevertebrate (2): croitorul mare al stejarului (Cerambyx cerdo), Papilio hospiton
- reptile (4): Caretta caretta, țestoasa de baltă (Emys orbicularis), Euleptes europaea, Testudo marginata

Pe lângă speciile protejate, pe teritoriul sitului au mai fost identificate 17 specii de plante, 14 specii de păsări, 2 specii de amfibieni, 2 specii de nevertebrate, 1 specie de reptile.